# Monte Carzen
Der Monte Carzen ist ein 1508 m s.l.m. hoher Berg in den Gardaseebergen in der italienischen Provinz Brescia in der Region Lombardei. 